# Apogonia rufa
Apogonia rufa är en skalbaggsart som beskrevs av Kobayashi 2009. Apogonia rufa ingår i släktet Apogonia och familjen Melolonthidae. Inga underarter finns listade i Catalogue of Life.